# Di sản văn hóa phi vật thể

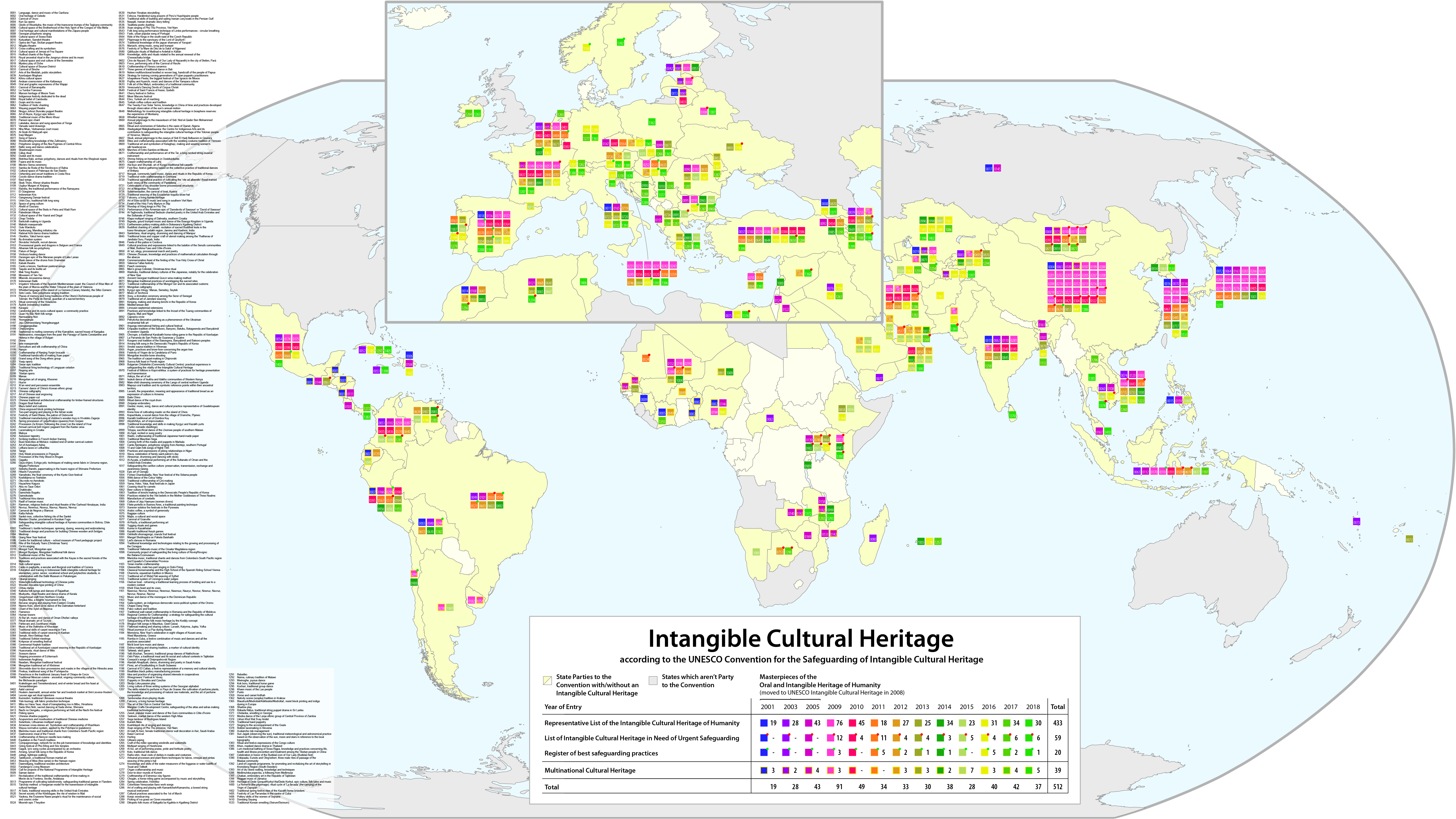
Phân bố các di sản văn hóa phi vật thể được UNESCO ghi danh

Di sản văn hóa phi vật thể (tiếng Anh: intangible cultural heritage) là sản phẩm tinh thần gắn với cộng đồng hoặc cá nhân, vật thể và không gian văn hóa liên quan, có giá trị lịch sử, văn hóa, khoa học, thể hiện bản sắc của cộng đồng, không ngừng được tái tạo và được lưu truyền từ thế hệ này sang thế hệ khác bằng truyền miệng, truyền nghề, trình diễn và các hình thức khác bao gồm lễ hội, lối sống, bí quyết truyền nghề, văn hóa ẩm thực, trang phục truyền thống. Công ước 2003 của UNESCO bác bỏ việc xếp hạng di sản văn hóa phi vật thể nên không có khái niệm xếp hạng di sản theo cấp tỉnh, cấp quốc gia hay cấp thế giới.
Ở cấp độ toàn cầu, Di sản văn hóa phi vật thể có danh sách được UNESCO đưa ra để ghi danh giá trị của các di sản văn hóa phi vật thể trên thế giới. Danh sách này được bắt đầu năm 2001 với 19 di sản, năm 2003 danh sách có thêm 28 di sản. Danh sách tiếp theo được lập vào ngày 25 tháng 11 năm 2005. Mỗi di sản văn hóa phi vật thể muốn có tên trong danh sách phải được một hoặc nhiều quốc gia đề cử cho UNESCO trước khi được một ủy ban của tổ chức này xem xét khả năng đưa vào danh sách.
Tại hội nghị lần thứ 3 họp tại Istanbul tháng 11/2008, để nâng cao nhận thức về tính cấp thiết của vấn đề bảo tồn di sản văn hóa phi vật thể, Ủy ban liên chính phủ về bảo tồn Di sản phi vật thể đã đưa ra hai danh sách: 
- Danh sách di sản văn hóa phi vật thể đại diện của nhân loại
- Danh sách di sản văn hoá phi vật thể cần được bảo vệ khẩn cấp

Các kiệt tác truyền khẩu và phi vật thể nhân loại đã được công bố trước đây nay được chuyển vào Danh sách di sản văn hóa phi vật thể đại diện của nhân loại.

## Danh sách di sản văn hóa phi vật thể đại diện của nhân loại
Danh sách này biểu hiện sự đa dạng của các di sản văn hóa phi vật thể và giúp nâng cao nhận thức về tầm quan trọng của các di sản đó. UNESCO đã công bố 90 di sản trong năm 2008 (trước đây đã được công bố là kiệt tác), 76 di sản trong năm 2009 và 47 di sản trong năm 2010.
Tính đến cuối năm 2010, có 213 di sản được UNESCO công nhận là di sản văn hóa phi vật thể đại diện của nhân loại. Thống kê cụ thể như sau:
| Vùng                      | Số lượng di sản phi vật thể đại diện của nhân loại | Số nước/vùng lãnh thổ có di sản | Số lượng di sản đa quốc gia | Ghi chú |
| ------------------------- | -------------------------------------------------- | ------------------------------- | --------------------------- | --- |
| Châu Phi                  | 17                                                 | 15                              | 3                           | |
| Các nước Arập             | 11                                                 | 12                              | 2                           | Trong đó có 1 di sản chung với khu vực châu Âu và Bắc Mỹ, 1 di sản với khu vực châu Âu và Bắc Mỹ và khu vực châu Á-Thái Bình Dương.              |
| Châu Á–Thái Bình Dương    | 102                                                | 20[E]                           | 4                           | Trong đó có 1 di sản chung với khu vực châu Âu và Bắc Mỹ, 1 di sản chung với các nước Arập và khu vực châu Âu và Bắc Mỹ.                         |
| Châu Âu và Bắc Mỹ         | 57                                                 | 21[F]                           | 5                           | Trong đó có 1 di sản chung với các nước Arập, 1 di sản với các nước Arập và châu Á-Thái Bình Dương, 1 di sản với khu vực châu Á-Thái Bình Dương. |
| châu Mỹ Latinh và Caribbe | 30                                                 | 16                              | 3                           | |
| Tổng số                   | 213                                                | 84                              | 13                          | |

## Danh sách di sản văn hoá phi vật thể cần được bảo vệ khẩn cấp
Cũng từ năm 2008, UNESCO bổ sung thêm Danh sách di sản văn hoá phi vật thể cần được bảo vệ khẩn cấp, gồm các di sản phi vật thể mà cộng đồng có liên quan và các quốc gia thành viên UNESCO cần có các biện pháp khẩn cấp để bảo tồn. Danh sách này góp phần huy động sự hợp tác quốc tế và sự hỗ trợ cho các bên liên quan để thực hiện các biện pháp bảo vệ thích hợp. Trong năm 2009, UNESCO công bố 12 di sản và trong năm 2010 là 10 di sản thuộc nhóm này.
| Quốc gia/vùng lãnh thổ | Tên di sản                                                                              | Năm được công nhận |
| ---------------------- | --------------------------------------------------------------------------------------- | ------------------ |
| Trung Quốc             | Meshrep                                                                                 | 2010               |
| Trung Quốc             | Kỹ thuật đóng thuyền không thấm nước của Trung Quốc                                     | 2010               |
| Trung Quốc             | Wooden movable-type printing of China                                                   | 2010               |
| Croatia                | Hát Ojkanje                                                                             | 2010               |
| Việt Nam               | Ca trù                                                                                  | 2009               |
| Pháp                   | Cantu ở paghjella: trường ca và nghi thức tế lễ truyền miệng trên đảo Cors              | 2009               |
| Mông Cổ                | Mongol Biyelgee, vũ điệu dân gian cổ truyền Mông Cổ                                     | 2009               |
| Mông Cổ                | Mongol Tuuli, thiên sử thi Mông Cổ                                                      | 2009               |
| Trung Quốc             | Lễ hội năm mới của dân tộc Khương                                                       | 2009               |
| Belarus                | Rite of the Kalyady Tsars (Christmas Tsars)                                             | 2009               |
| Mali                   | The Sanké mon: collective fishing rite of the Sanké                                     | 2009               |
| Latvia                 | Không gian văn hóa Suiti                                                                | 2009               |
| Trung Quốc             | Meshrep                                                                                 | 2009               |
| Trung Quốc             | Traditional design and practices for building Chinese wooden arch bridges               | 2009               |
| Trung Quốc             | Kĩ thuật dệt vải cổ truyền của dân tộc Lê (đảo Hải Nam): xe sợi, nhuộm, dệt và thêu     | 2009               |
| Mông Cổ                | Nhạc cổ truyền của Tsuur                                                                | 2009               |
| Kenya                  | Traditions and practices associated to the Kayas in the sacred forests of the Mijikenda | 2009               |

Ngoài ra, trong năm 2009, UNESCO cũng ghi danh ba di sản văn hoá phi vật thể cần được bảo vệ khẩn cấp nhất theo điều 18 của Công ước về Bảo vệ di sản văn hóa phi vật thể (tiếng Anh: Register of best Intangible Heritage safeguarding activities - Article 18).
| Quốc gia/vùng lãnh thổ | Tên di sản | Năm được công nhận |
| ---------------------- | --- | ------------------ |
| Tây Ban Nha            | Centre for traditional culture – school museum of Pusol pedagogic project | 2009               |
| Indonesia              | Education and training in Indonesian Batik intangible cultural heritage for elementary, junior, senior, vocational school and polytechnic students, in collaboration with the Batik Museum in Pekalongan | 2009               |
| Bolivia Chile Perú     | Safeguarding intangible cultural heritage of Aymara communities in Bolivia, Chile and Peru | 2009               |

## Di sản phi vật thể tại Việt Nam

### Đã được ghi danh
| STT | Tên di sản văn hóa phi vật thể                      | Địa điểm | Danh mục                  | Năm công nhận | Liên kết trên trang web của UNESCO |
| --- | --------------------------------------------------- | --- | ------------------------- | ------------- | ---------------------------------- |
| 1   | Nhã Nhạc, Âm nhạc cung đình Việt Nam                | Huế | Đại diện cho nhân loại    | 2003          | 00074                              |
| 2   | Không gian văn hóa Cồng chiêng Tây Nguyên           | Quảng Ngãi, Gia Lai, Đắk Lắk, Lâm Đồng                                                                                                   | Đại diện cho nhân loại    | 2005          | 00120                              |
| 3   | Dân ca Quan họ                                      | Bắc Ninh | Đại diện cho nhân loại    | 2009          | 00183                              |
| 4   | Hát Ca trù                                          | Bắc Ninh, Hà Tĩnh, Hưng Yên, Nghệ An, Ninh Bình, Phú Thọ, Quảng Trị, Thanh Hóa, Hà Nội, Hải Phòng                                        | Cần được bảo tồn khẩn cấp | 2009          | 00309                              |
| 5   | Hội Gióng ở Đền Sóc và Đền Phù Đổng                 | Thành phố Hà Nội | Đại diện cho nhân loại    | 2010          | 00443                              |
| 7   | Tín ngưỡng thờ cúng Hùng Vương                      | Phú Thọ | Đại diện cho nhân loại    | 2012          | 00735                              |
| 8   | Đờn ca tài tử Nam Bộ                                | An Giang, Cà Mau, Cần Thơ, Vĩnh Long, Đồng Tháp, Tây Ninh, Lâm Đồng, Đồng Nai, Khánh Hòa, thành phố Hồ Chí Minh                          | Đại diện cho nhân loại    | 2013          | 00733                              |
| 9   | Dân ca ví, giặm Nghệ Tĩnh                           | Nghệ An, Hà Tĩnh | Đại diện cho nhân loại    | 2014          | 01008                              |
| 10  | Nghi lễ và trò chơi Kéo co                          | Hàn Quốc, Philippines, Campuchia và Việt Nam (Lào Cai, Phú Thọ, Hà Nội, Bắc Ninh)                                                        | Đại diện cho nhân loại    | 2015          | 01080                              |
| 11  | Thực hành Tín ngưỡng thờ Mẫu Tam phủ của người Việt | Ninh Bình, Hà Nội, Hưng Yên, Hải Phòng, Phú Thọ, Lạng Sơn, Lào Cai, Tuyên Quang, Thanh Hóa, Nghệ An, Hà Tĩnh, Huế, Thành phố Hồ Chí Minh | Đại diện cho nhân loại    | 2016          | 01064                              |
| 11  | Hát xoan                                            | Phú Thọ | Đại diện cho nhân loại    | 2017          | 01260                              |
| 12  | Bài chòi                                            | Quảng Trị, Huế, Đà Nẵng, Quảng Ngãi, Gia Lai, Đắk Lắk, Khánh Hòa, Lâm Đồng                                                               | Đại diện cho nhân loại    | 2017          | 01222                              |
| 13  | Nghi lễ Then của người Tày, Nùng và Thái            | Tuyên Quang, Cao Bằng, Lạng Sơn, Thái Nguyên, Lào Cai, Bắc Ninh, Quảng Ninh                                                              | Đại diện cho nhân loại    | 2019          | 01379                              |
| 14  | Xòe Thái                                            | Lào Cai, Điện Biên, Lai Châu, Sơn La | Đại diện cho nhân loại    | 2021          | 01575                              |
| 15  | Nghề làm gốm của người Chăm                         | Khánh Hòa, Lâm Đồng | Cần được bảo vệ khẩn cấp  | 2022          | 01574                              |
| 16  | Lễ hội Vía Bà Chúa xứ Núi Sam                       | An Giang | Đại diện cho nhân loại    | 2024          | 01999                              |

### Đề cử trong các năm tiếp theo
| STT | Tên di sản văn hóa phi vật thể không ổn định                                               | Địa điểm | Danh mục                 | Năm xét duyệt  |
| --- | ------------------------------------------------------------------------------------------ | --- | ------------------------ | -------------- |
| 1   | Mo Mường                                                                                   | Tỉnh Hòa Bình chủ trì cùng các tỉnh: Ninh Bình, Hà Nội, Sơn La, Phú Thọ, Thanh Hóa, Đắk Lắk. | Cần phải bảo vệ khẩn cấp | 2025           |
| 3   | Nghệ thuật Chèo đồng bằng sông Hồng                                                        | Thái Bình, Ninh Bình, Hà Nam, Nam Định, Hải Dương, Hưng Yên, Bắc Ninh, Vĩnh Phúc, Phú Thọ, Quảng Ninh, Bắc Giang, Thái Nguyên, Hà Nội và Hải Phòng.                                                                               | Đại diện cho nhân loại   | 2025.          |
| 2   | Nghề làm tranh Đông Hồ                                                                     | Tỉnh Bắc Ninh | Cần phải bảo vệ khẩn cấp | 2028           |
| 4   | Nghi lễ Cấp sắc của người Dao                                                              | Yên Bái, Lào Cai, Hà Giang, Tuyên Quang, Bắc Kạn, Thái Nguyên, Sơn La. | Đại diện cho nhân loại   | Chưa rõ        |
| 5   | Tri thức và thực hành Thổ canh hốc đá của các dân tộc thiểu số vùng Cao nguyên đá Hà Giang | Tỉnh Hà Giang | Đại diện cho nhân loại   | Chưa rõ        |
| 6   | Nghệ thuật Dù Kê của người Khmer                                                           | Sóc Trăng, An Giang và Trà Vinh | Đại diện cho nhân loại   | Chưa rõ        |
| 7   | Võ cổ truyền Bình Định                                                                     | Tỉnh Bình Định | Đại diện cho nhân loại   | Chưa rõ        |
| 8   | Nghệ thuật hát xẩm                                                                         | Ninh Bình chủ trì và các tỉnh: Hà Nội, Hải Phòng, Quảng Ninh, Thái Bình, Nam Định, Nghệ An, Thanh Hóa | Đại diện cho nhân loại   | Chưa rõ        |
| 9   | Sử thi Tây Nguyên                                                                          | Tây Nguyên | Cần phải bảo vệ khẩn cấp | Chưa thực hiện |
| 10  | Múa rối nước                                                                               | Bắc Ninh, Hà Nội, Hưng Yên, Hải Dương | Đại diện cho nhân loại   | Đang hoãn      |
| 11  | Nghệ thuật Sơn mài                                                                         | Việt Nam: Nam Định (Làng sơn mài Cát Đằng), Bình Dương (Làng sơn mài Tương Bình Hiệp) và Hà Nội (Làng sơn mài Hạ Thái, Làng sơn mài Duyên Trường, Làng sơn mài Bối Khê và Làng sơn mài Sơn Đồng) Trung Quốc, Hàn Quốc và Nhật Bản | Đại diện cho nhân loại   | Đang hoãn.     |

## Nhầm lẫn là di sản thế giới
Có một số cách hiểu sai và quan niệm sai lầm về di sản văn hóa phi vật thể ở Việt Nam  và các nước khác  khi thường xếp chung vào danh mục các di sản thế giới. TS Frank Proschan trình bày tại hội thảo “Huy động truyền thông trong bảo tồn và phát huy di sản văn hóa phi vật thể” ở Hà Nội. Tại buổi thuyết trình này, TS Frank Proschan một lần nữa mong muốn tất cả hãy cùng xem xét kỹ định nghĩa về di sản văn hóa phi vật thể trong Công ước 2003 và một số hệ quả quan trọng rút ra từ định nghĩa đó. Ông cũng bàn về vấn đề sở hữu và tại sao Công ước 2003 lại bác bỏ quan điểm di sản văn hóa phi vật thể là di sản chung của nhân loại. Theo Công ước 2003, “chính các cộng đồng, nhóm người và trong một số trường hợp là các cá nhân, những người thực hành một biểu đạt văn hóa nào đó, và chỉ họ mà thôi, mới có thể là những người công nhận nó là một bộ phận cấu thành di sản văn hóa phi vật thể của họ, và chỉ họ mới có thể xác định được giá trị của nó”. TS Frank Proschan chỉ ra 3 cụm từ có thể gây hiểu nhầm thường gặp ở Việt Nam là: Di sản văn hóa phi vật thể thế giới; Di sản văn hóa phi vật thể quốc gia; UNESCO công nhận.
UNESCO có danh sách Di sản văn hóa phi vật thể đại diện của nhân loại nhưng quan điểm của UNESCO cho rằng, di sản là của cộng đồng, không có di sản nào của chung nhân loại cả. Việc ghi danh là ghi danh trong một danh sách của UNESCO được các quốc gia đệ trình lên, còn chủ nhân của di sản không ai khác chính là cộng đồng. Theo cách cắt nghĩa này có thể hiểu: Quan họ là di sản của cộng đồng người dân ở Bắc Ninh, Bắc Giang. Không gian Văn hóa cồng chiêng Tây Nguyên thuộc về đồng bào ở Tây Nguyên, hay di sản Thực hành Then của cộng đồng Tày, Nùng, Thái chứ không phải của cả nhân loại
Di sản văn hóa phi vật thể thuộc về cộng đồng, và chỉ duy nhất thuộc về cộng đồng. Di sản văn hóa phi vật thể không thuộc về quốc gia, nhà nước, dân tộc hay nhân loại cũng như toàn thế giới. Điều này vẫn đúng cho dù di sản đó được kiểm kê, tư liệu hóa, đăng ký, đề cử, ghi danh… Trạng thái của một di sản văn hóa phi vật thể không thay đổi được khi UNESCO ghi vào danh sách di sản văn hóa phi vật thể đại diện của nhân loại hay danh sách di sản văn hóa phi vật thể cần bảo vệ khẩn cấp, nghĩa là di sản vẫn thuộc về cộng đồng của nó và không trở thành “di sản thế giới”, hay tài sản của nhân loại nói chung.